# جنگ افزارهای تراکیایی‌ها

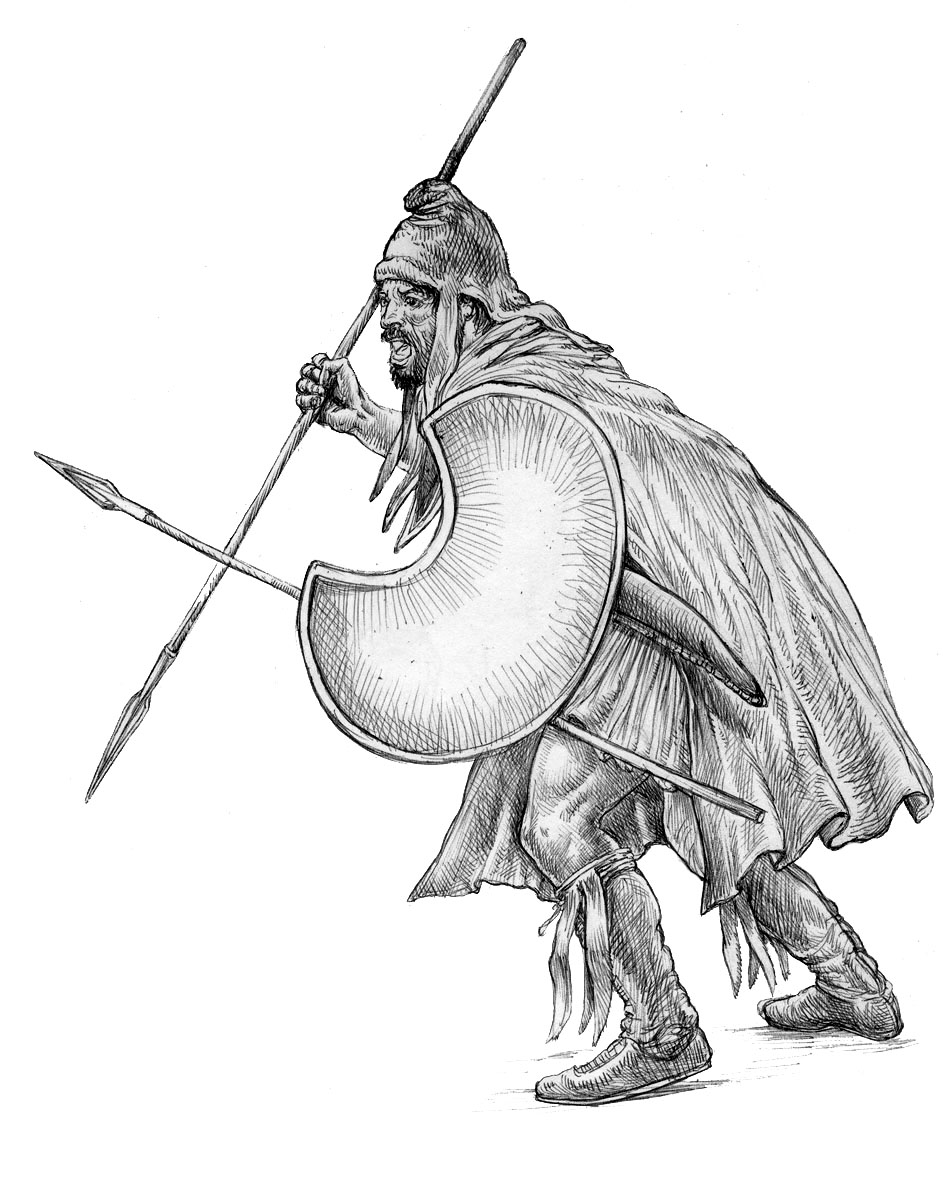
نگاره ای از یک پِلاتست (Peltest) که شمایل جنگجو در قرن ۵ تا ۴ قبل از میلاد را نشان می‌دهد.

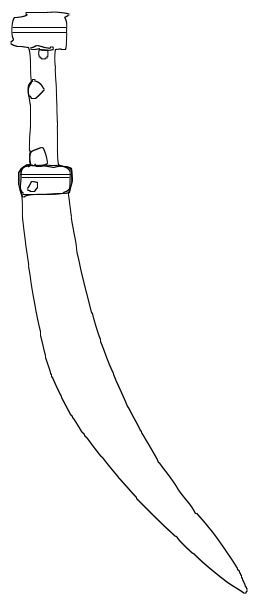
سیکا، سلاح ملی تراکیان

سابقه جنگ‌افزارهای تراکیا از قرن ۱۰ پیش از میلاد تا قرن ۱ میلادی در منطقه ای تعریف می‌شود که مورخان یونان باستان و لاتین آن را به عنوان تراکیه تعریف کرده‌اند. این مربوط به درگیری‌های مسلحانه قبایل تراکی و پادشاهی آنها در بالکان است. جدا از درگیری بین تراکیان و ملل و قبایل همسایه، جنگهای داخلی بی شماری در میان قبایل تراکی ثبت شده‌است.

## جنگ‌های قبیله ای
به‌طور پیوسته در میان قبایل تراکی اختلافاتی پیش می‌آمد و جنگهای داخلی به وقوع می‌پیوست و آنها با یونانیان علیه سایر قبایل هم نژادشان متحد می‌شدند. کسانی که با یونانی‌ها متحد بودند بیشتر متمدنانه رفتار می‌کردند و آنها معمولاً در شهرک‌های حاشیه ساحل تراکیا مستقر بودند. قبایل داخلی به وحشی و بربر بودن معروف بودند و حتی تا دوره روم نیز عادات بربر بودن خود را حفظ کردند. به دلیل درگیری مداوم و اختلافات داخلی در طول دوران‌ها نتوانستند متحد شوند و مدتی تحت حکومت مصری‌ها، تئوکریان‌ها، میسیایی‌ها و در نهایت ایرانی‌ها در زمان داریوش درآمدند.
با شروع جنگ پلوپونز، قبایل مختلف تراکی تحت حکومت سیتالز‌ها، پادشاه ادروسی‌ها متحد شدند. در مدت زمان درگیری با آتن متحد شد. با این حال، پادشاهی پس از مرگ پادشاه سوتس دوباره به قسمتهای مختلف تقسیم شد. در این زمان بود که فیلیپ مقدونی قسمت وسیعی از ترکیه را فتح کرد و قلمرو و قبایل آن را به مقدونیه جذب کرد.

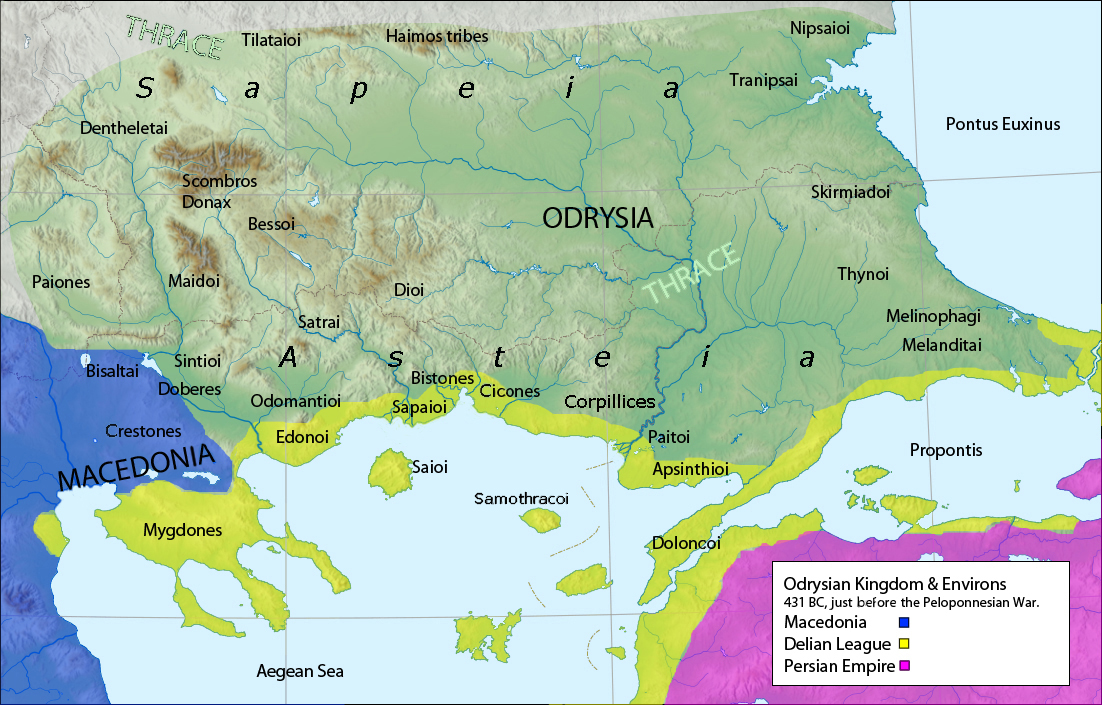
نقشه پادشاهی اودریسی